# Phyllis Logan

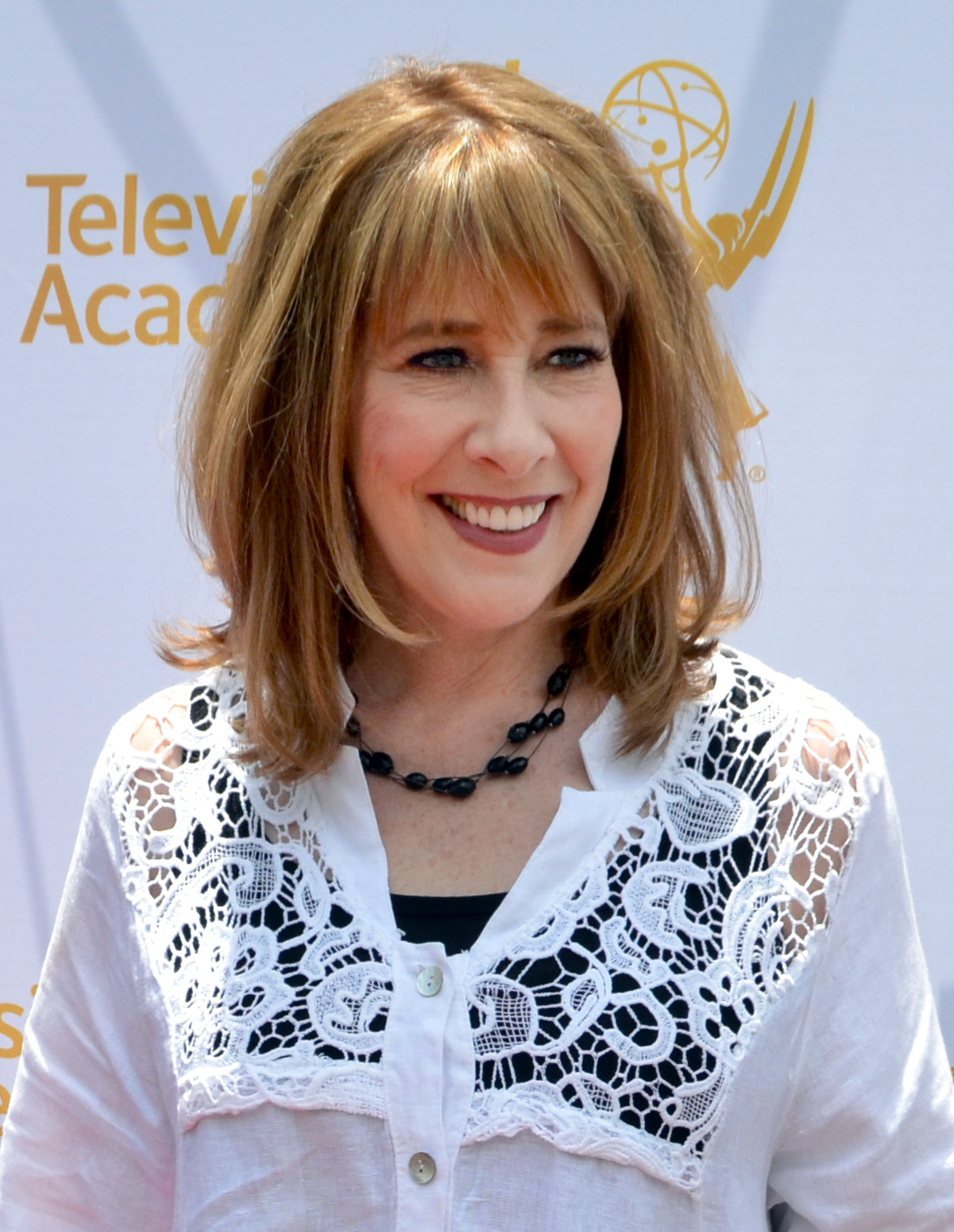
Phyllis Logan (2014)

Phyllis Logan (* 11. Januar 1956 in Paisley, Schottland) ist eine britische Schauspielerin.

## Leben
Die gebürtige Schottin Phyllis Logan erhielt ihre schauspielerische Erfahrung am Dundee Repertory Theatre. In ihrer schauspielerischen Karriere wirkte sie in einer Vielzahl von Filmen und Fernsehproduktionen mit. 1993 trat sie im Oscarprämierten Kurzfilm Franz Kafka’s It’s a Wonderful Life auf. In Deutschland wurde sie durch die von Regisseur Mike Leigh 1996 inszenierte Tragikomödie Lügen und Geheimnisse mit Brenda Blethyn und Timothy Spall in den Hauptrollen bekannt. Für ihre Darbietung in Another Time, Another Place wurde sie 1983 mit dem BAFTA Award ausgezeichnet. In der Fernsehserie Downton Abbey spielt sie seit der ersten Staffel die Rolle der Hausdame Mrs Hughes. Die gleiche Rolle übernahm sie in den beiden Kinofilmen Downton Abbey und Downton Abbey II: Eine neue Ära.
Phyllis Logan war in erster Ehe mit Paul Tender verheiratet. Mit ihrem zweiten Ehemann Kevin McNally hat sie einen Sohn.

## Filmografie (Auswahl)
Filme
- 1977: Red Dress (Fernsehfilm)
- 1983: Zu einer anderen Zeit (Another Time, Another Place)
- 1983: Every Picture Tells a Story
- 1984: 1984
- 1984: Ein Umzug kommt selten allein (The Chain)
- 1986: Die Untersuchung (L'inchiesta)
- 1987: Aufstand in Kenia (The Kitchen Toto)
- 1989: Zorniges Land (The Angry Earth)
- 1993: Silent Cries
- 1993: Franz Kafka’s It’s a Wonderful Life (Kurzfilm)
- 1993: Nonstop nach Glasgow (Soft Top Hard Shoulder)
- 1996: Lügen und Geheimnisse (Secrets & Lies)
- 1997: Shooting Fish
- 1999: All the King's Men
- 2002: Fields of Gold (Fernsehfilm)
- 2003: Crust
- 2004: Out of the Shadows (Kurzfilm)
- 2006: Beneath the Skin (Fernsehfilm)
- 2008: The Hero's Journey (Kurzfilm)
- 2009: Nativity!
- 2013: Day of the Flowers
- 2019: Downton Abbey
- 2020: Die Misswahl – Der Beginn einer Revolution (Misbehaviour)
- 2021: The Last Bus
- 2022: Downton Abbey II: Eine neue Ära (Downton Abbey: A New Era)
- 2024: No Way Up

Fernsehserien
- 1986–1994: Lovejoy (47 Episoden)
- 1996: Inspektor Morse, Mordkommission Oxford (Inspector Morse; eine Episode)
- 1998: Invasion: Earth (zwei Episoden)
- 1999: Holby City (acht Episoden)
- 1999: Inspector Barnaby (Midsomer Murders; eine Episode)
- 2000: Hope & Glory (sechs Episoden)
- 2003: Agatha Christie’s Poirot – Morphium (Agatha Christie’s Poirot, eine Episode)
- 2003: Inspector Lynley (The Inspector Lynley Mysteries, eine Episode)
- 2004: Dalziel and Pascoe (eine Episode)
- 2004, 2010: Gerichtsmediziner Dr. Leo Dalton (Silent Witness, vier Episoden)
- 2005–2006: Spooks – Im Visier des MI5 (Spooks, zwei Episoden)
- 2008: The Royal (eine Episode)
- 2008: New Tricks – Die Krimispezialisten (New Tricks, eine Episode)
- 2010: A Touch of Frost (zwei Episoden)
- 2010 Kommissar Wallander: Die fünfte Frau (Kommissar Wallander: The Fifth Woman)
- 2010–2015: Downton Abbey (52 Episoden)
- 2010–2012: Lip Service (zwei Episoden)
- 2012: Vera – Ein ganz spezieller Fall (Vera, eine Episode)
- 2018: Doctor Who (Episode 11x10)
- 2021: Guilt – Keiner ist schuld (Guilt, Fernsehserie, vier Episoden)
- 2025: Miss Austen (Miniserie)